# Chargé de clientèle
Un chargé de clientèle est un salarié à qui est attribué un portefeuille de clients, aux caractéristiques ciblées par une segmentation marketing.
Par exemple 
- dans une agence bancaire : poste appelé dans ce cas conseiller financier ;
- dans l'industrie de l'assurance : chez un assureur ;
- dans une agence d'un agent général, d'un courtier, ou d'un conseiller de gestion en patrimoine indépendant (CGPI), le chargé de clientèle est quelquefois appelé :
  - « collaborateur d'agence » pour les postes administratifs dits de back office ;
  - « conseiller en assurance » pour les postes commerciaux (front office).

Il est chargé de :
- accueillir, répondre aux premières questions, orienter vers un professionnel senior, ...
- fidéliser la clientèle confiée, par les conseils et services qu'il lui apporte ;
- augmenter les opérations avec elles, en lui vendant notamment de nouveaux produits (vente croisée) ;
- accroître le portefeuille, en prospectant de nouveaux clients.

Il dispose normalement pour cela :
- de l'aide du service vente ou marketing de l'entreprise ;
- d'une gamme de produits et services correspondant à ce type de clientèle, ainsi que la documentation afférente contractuelle ;
- des outils informatiques de la technique, du marketing et de la vente ;
- de l'expertise des personnels expérimentés et aguerris au sein de l'agence.

Il doit appliquer à son niveau le plan marketing de l'entreprise, et sa déclinaison : le plan d'action commerciale (PAC). Il doit notamment remplir des objectifs établis par sa hiérarchie selon divers critères de performance, l'accroissement de ses ventes en particulier. Il doit par ailleurs participer à la mise à jour de la base de données clients, voire rédiger des rapports d'entretien.
Il peut avoir dans sa rémunération une partie variable associée à sa performance personnelle et/ou à la performance collective de l'équipe ou de l'agence.
Poids lourds de l’économie française, la banque et l’assurance sont parmi les premiers employeurs privés. La banque totalise 370 000 salariés tandis que l’assurance fait travailler 147 000 personnes.
Le salaire moyen d'un chargé de clientèle particuliers est de 35 000 Euros brut par an.

## Formation
En France, la formation de chargé de clientèle est encadrée par la réglementation.
Deux branches enseignent globalement le même corpus de connaissances mais sont différentes par leurs modalités pratiques : 
- branche universitaire comportant des projets tutorés et stages en entreprise ;
- branche professionnelle assise sur des contrats de formation incluant un travail effectif en entreprise ad hoc(contrat de professionnalisation ou contrat en alternance).

Par exemple, pour le « chargé de clientèle assurance » il existe entre autres : 
- un brevet de technicien supérieur BTS (Bac + 2) avec plusieurs spécialités (toutes branches, assurances de personnes, assurances de biens et de responsabilité "IARD", gestion de sinistres) par exemple:
  - BTS Banque, conseiller de clientèle  (particuliers)[2]
  - BTS Management des unités commerciales [3]
  - BTS Négociation relation client et digitalisation de la relation client[4]
  - DUT Gestion des entreprises et des administrations option gestion et management des organisations[5]
  - DUT Techniques de commercialisation[6]
- un certificat de qualification professionnelle CQP[7] et un bachelor (Bac + 3) par exemple:
  - Diplôme de gestion et de management des entreprises (International Bachelor Programme in Management)
  - Licence pro assurance, banque, finance spécialité chargé de clientèle particuliers [8]
  - Licence pro assurance, banque, finance spécialité conseiller - gestionnaire de clientèle[9]
  - Licence pro assurance, banque, finance : chargé de clientèle
- un master (Bac + 5) par exemple :
  - Master droit des affaires spécialité banque et finance : droit et régulation du système bancaire et financier [10]
  - Master monnaie, banque, finance, assurance [11]
  - Master of Science banque, assurance, gestion de patrimoine et immobilier [12]

### Banque
Le chargé de clientèle banque a pour plusieurs missions :
- de développer un portefeuille clientèle (artisans, commerçants, professions libérales, particuliers…)
- de suivre les comptes de ses clients (100 à 700 selon les établissements). À l’écoute de ses clients, il cherche à répondre à leurs besoins et leur propose des solutions adaptées : demande de crédit, autorisation de découvert, placements, etc. Lorsqu’un incident survient, il entre en contact avec eux pour s’informer sur leurs difficultés et tenter d’y remédier.
- de conseiller mais aussi de fidéliser sa clientèle. Soumis à des objectifs annuels chiffrés, le chargé de clientèle banque prospecte en permanence de nouveaux clients, développe des arguments pour les convaincre, met en avant les nouveaux produits, les offres liées à une premières souscription, propose des produits financiers adaptés à leur situation (épargnes, prêts, cartes de paiement diverses, etc.).

Les compétences d’un chargé de clientèle banque sont à la fois commerciales et techniques. Il doit ainsi :
- connaître parfaitement les produits financiers de son établissement,
- avoir des connaissances juridiques et fiscales,
- savoir évaluer les risques d’une opération,
- suivre l’évolution des marchés,
- construire et mettre en œuvre un argumentaire commercial,
- relancer ses prospects.  Doté d’un grand sens commercial, le chargé de clientèle banque sait se montrer persuasif, tenace, tout en faisant preuve de psychologie et en nouant des relations chaleureuses avec ses clients. Autonome, il a également une bonne capacité d’analyse et sait faire face au stress (forte pression des objectifs à tenir).

### Assurance
Pour l'industrie de l'assurance, les syndicats interprofessionnels donnent des informations (nouveaux entrants, ...), dispensent des formations, et défendent leurs adhérents...
En France :
- Fédération Nationale des syndicats d'agents généraux d'assurances (AGEA)
- Chambre syndicale des courtiers en assurance (CSCA)

Dans chaque compagnie d'assurance, il existe plusieurs syndicats ; différentiés par réseau, cela donne par exemple : 
- Le syndicat du réseau des agents 'Toutes branches",
- Le syndicat du réseau des agents généraux,

En dépit de la crise, le secteur de l'assurance continue d'être porteur d'emplois. Commercial polyvalent, le rôle du chargé de clientèle se décline en trois missions : 
- La vente :suivi de son portefeuille de clients existant et prospection de nouveaux clients, vente de produits d’assurance (habitation, auto, vie, IARD...).
- Le conseil :information sur les nouveaux produits, proposition de produits adaptés à la situation de l'assuré (situation personnelle, profession...).
- La gestion :suivi des dossiers de sinistres et des contrats, évaluation des dommages, règlements des sommes aux victimes et assurés, procédures de contentieux...                                                               Beaucoup de chargés de clientèle se voient confier la gestion d'un produit (assurance vie, IARD...), d'une clientèle ou d'un secteur spécifique particuliers...). Ils apparaissent ainsi comme les experts de leur domaine.Le métier effectue une mutation vers la dématérialisation de ses ressources au sein de plateformes téléphoniques (téléconseillers) ou via Internet (assureurs en ligne). Cependant, les conseillers en agence ou itinérants restent la norme sur un secteur dans lequel la relation de confiance avec l'assuré est primordiale.

Le Chargé de clientèle en assurance est l'intermédiaire entre les clients et les entreprises d'assurance. Il gagne en moyenne 2800 euros bruts par mois en France.